# Ulrico IV di Württemberg

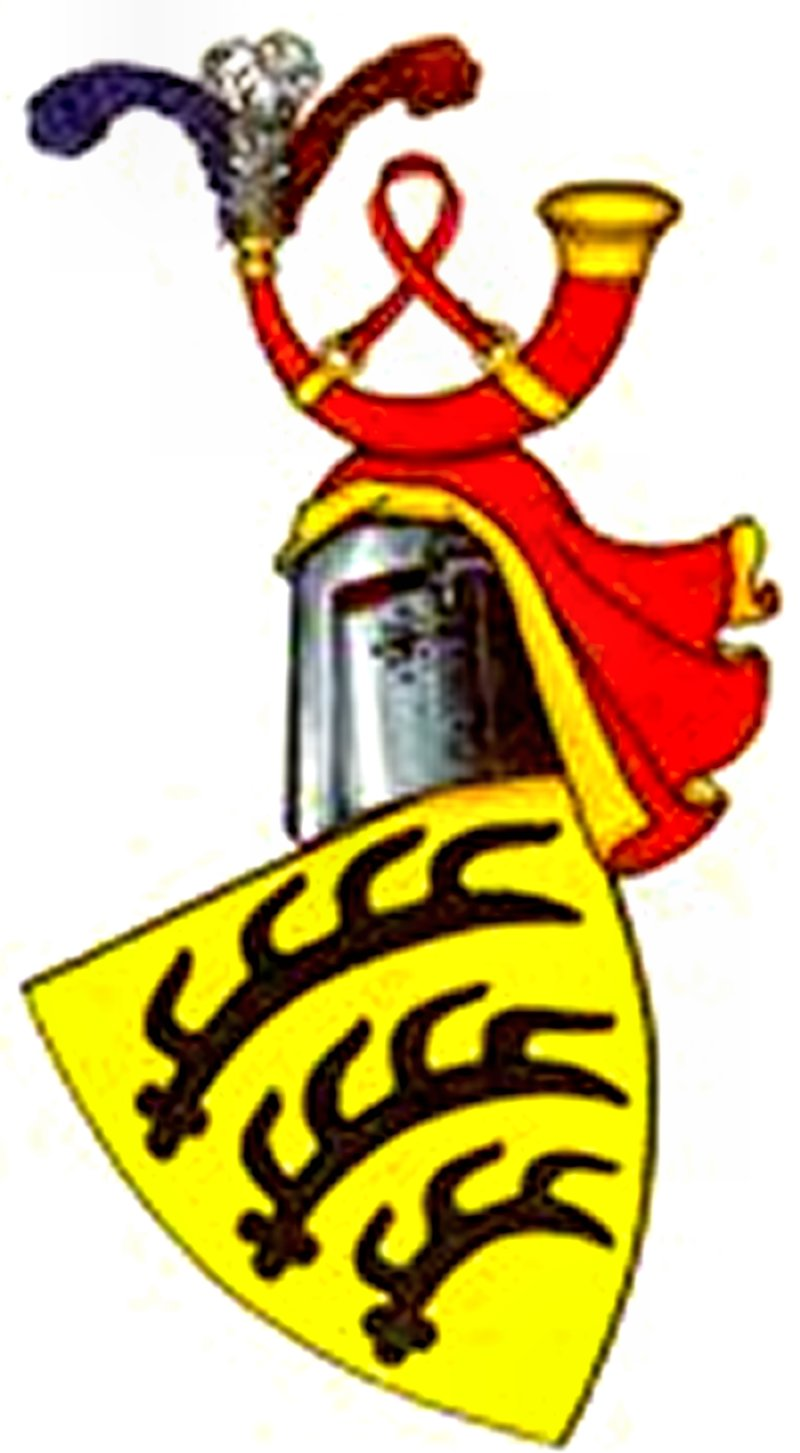
Stemma dei conti di Württemberg

Ulrico IV di Württemberg (dopo 1315 – Hohenneuffen, 1366) fu Conte di Württemberg.

## Biografia
Egli regnò in associazione con il fratello Eberardo II dal 1344 al 1362.
Durante il suo periodo di regno fu l'ombra del fratello Eberardo II. Col fratello firmò il trattato di indivisione della contea il 3 dicembre 1361. Poco tempo dopo rinunciò a partecipare alle faccende politiche del Württemberg, il 1º maggio 1362.
Ulrico IV sposò la contessa Caterina di Helfenstein, dopo il 1350. Il matrimonio venne successivamente annullato.